# Ángel Melogno
Ángel Melogno (Montevidéu, 22 de março de 1905 — 27 de março de 1945) foi um futebolista uruguaio, campeão olímpico em 1928 e da Copa do Mundo em 1930.

## Carreira
Ele era atleta do Bella Vista durante o certame mundial. Integrou como suplente o conjunto celeste campeão olímpico em 1928. Ele também integrou o plantel uruguaio campeão mundial de 1930 desempenhando a função de médio, mas não chegou atuar em nenhuma partida. 